# Marokkói kút
A marokkói kút eredetileg egy kézi úton fúrt, függőleges akna.  A marokkói kút a mély alapozások családjába tartozik, a munkagödör alján elhelyezett kotrógéppel kiásott aknaként készül. Alkalmazására akkor van szükség, ha egy híd vagy más építmény pillérjét vagy támfalát kell elhelyezni egy közepes minőségű talajra. Így a terheket továbbítjuk a mélyebben fekvő talajrétegre, ha lehetséges egy köves altalaj rétegre.
A marokkói kút kivitelezésekor egymást váltja a mini-kotróval való ásási fázis és a helyszíni vagy projektált betonnal való megtámasztás fázisa.
Miután kiásták a kút teljes mélységét, egy vasbeton szorítógyűrűt készítenek. Ez az a része a hídpillérnek, ami még a föld alatt van, és amire a hídpillér támaszkodik, amin keresztül adja át a terhet az alapozásnak.
Ilyen szerkezetet alkalmaztak például a Contournement de Besançon (Viaduc OA4) és a Millau-i völgyhíd építésekor.

## Fordítás
- Ez a szócikk részben vagy egészben  a   Puits marocain című francia Wikipédia-szócikk fordításán alapul.  Az eredeti cikk szerkesztőit annak laptörténete sorolja fel. Ez a jelzés csupán a megfogalmazás eredetét és a szerzői jogokat jelzi, nem szolgál a cikkben szereplő információk forrásmegjelöléseként.